# Enrique Belluscio
Enrique Belluscio fue un actor argentino de cine, teatro y televisión.

## Carrera
Belluscio fue un joven galán y actor de reparto argentino que incursionó notablemente durante la época de oro del cine y el teatro argentino.
En la pantalla grade debutó con el film  El cielo en las manos en 1950, junto con Oscar Casco, Perla Mux y Lea Conti. Generalmente se lo vio en películas con toques eróticos protagonizadas por Isabel Sarli como La mujer del zapatero, La señora del Intendente con Pepe Arias y Una viuda descocada junto a José Marrone. Actuó bajo la dirección de grandes como Armando Bó, Enrique De Thomas y Fernando Siro.
En teatro integró numerosas compañías entre ellas la del Teatro Apolo con la Compañía Argentina de Espectáculos Cómicos Gregorio Cicarelli - Leonor Rinaldi - Tito Lusiardo - Juan Dardés.
Su esposa fue la primera actriz cómica Pepita Muñoz.

## Filmografía
- 1980: Una viuda descocada.
- 1973: El mundo que inventamos.
- 1969: El salame
- 1967: La señora del Intendente
- 1965: La mujer del zapatero
- 1950: El cielo en las manos

## Televisión
- 1973: Aquellos que fueron.[3]

## Teatro
- 1959: Mintiendo se vive.
- 1953: ¡No Hay Suegra como la Mía!.
- 1953: El vivo vive del zonzo, en el Teatro Select, con Arturo Bamio, Ana M. Latapie, Aída Valdéz, Pepita Muñoz, Alberto de Salvio, Vicente Formi y Víctor Martucci.
- 1951: Aquí se Armó la Gorda , en el Teatro El Nacional con Pepe Ratti, Pepita Muñoz, Alfonso Amigo, Vicente Formi, Rosario Blasco y Tito Lagos.
- 1950: Viuda, fiera y avivata busca soltero con… plata, estrenada en el Teatro Avellaneda con Juan Bono, Teresa Puente, Tito Lezama, Pepita Muñoz, Vicente Formi, Nelly Ortíz y Amparo López.
- 1948: También los guapos aflojan.[4]
- 1948: Entre goles y milongas.
- 1948: ¡No se achique Don Enrique!.
- 1948: Entre taitas anda el juego.
- 1947/1949/1953: Sangre gringa , estrenada en el Teatro Coliseo con Víctor Martucci, Amalia Britos, Gloria Ugarte, Pepita Muñoz, Vicente Formi, Enrique Borrás, R. Rojas y E. Durante.
- 1947: ¿Casarse con una Viuda? ¡Qué cosa más peliaguda! Teatro Cómico con Pepe Ratti, Pepita Muñoz, Alfonso Amigo, Vicente Formi, Amalia Britos y Tito Lagos.